# Géza Szőcs
Géza Ștefan Szőcs (n. 21 august 1953, Târgu Mureș, România – d. 5 noiembrie 2020, Budapesta, Ungaria) a fost un poet, senator și secretar de stat maghiar din Transilvania. 
Între anii 1981 și 1983 a fost co-editor al revistei de samisdat „Ellenpontok“, tipărită la Oradea. În urma mai multor acțiuni a fost supus la tracasări sistematice din partea Securității. Dosarul său de Urmărire Informativă [D.U.I. „Sabău“] cuprinde 16 volume. Din acest dosar s-au publicat doar cîteva pagini răzlețe. Între anii 1986-1989 a trăit în Elveția. Întors în România după 1989, s-a stabilit la Cluj. Între 1990 și 1992 a fost senator ales din partea UDMR în județul Cluj și a fost membru în grupul parlamentar de prietenie cu Regatul Belgiei.
În mai 2010, premierul Ungariei, Viktor Orbán, l-a desemnat ca ministru secretar de stat pentru cultură. În această calitate a participat în data de 2 aprilie 2011 la redezvelirea ansamblului monumental Matia Corvin din Cluj, după lucrările de restaurare cofinanțate de guvernele român și ungar.

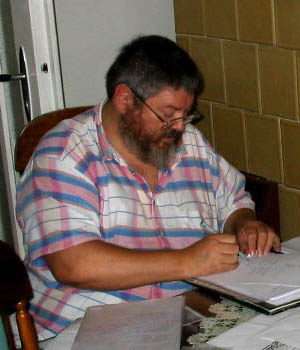
Senatorul Géza Szőcs